# Réserve naturelle de Nykvåg/Nykan
La réserve naturelle de Nykvåg/Nykan est une réserve naturelle norvégienne qui est située dans la municipalité de Bø dans le comté de Nordland.

## Description
La réserve naturelle se situe autour des petites îles de Nykan , entre Sandvika et Nykvåg, au sud de la réserve naturelle de Nyke/Tussen et la réserve naturelle de Frugga. Elle couvre une superficie de 3,559 km2, dont 2,618 km2 en zone maritime. La zone terrestre comprend le côté ouest de Langøya et trois îles  (Fuglenyken, Måsnyken et Spjøten) ainsi que plusieurs îles plus petites. La zone est protégée pour sauvegarder de nombreux sites de reproduction importants pour les oiseaux de mer. La réserve naturelle a été créée le 6 décembre 2002. La route de comté norvégienne 916 passe par une falaise d'oiseaux à la limite nord-est de la réserve. Elle a été désignée zone importante pour la conservation des oiseaux (IBA) par BirdLife International (BLI) car elle abrite des populations reproductrices de grand cormoran, de macareux moine et de petit pingouin.